# Jean-Yves Ferri

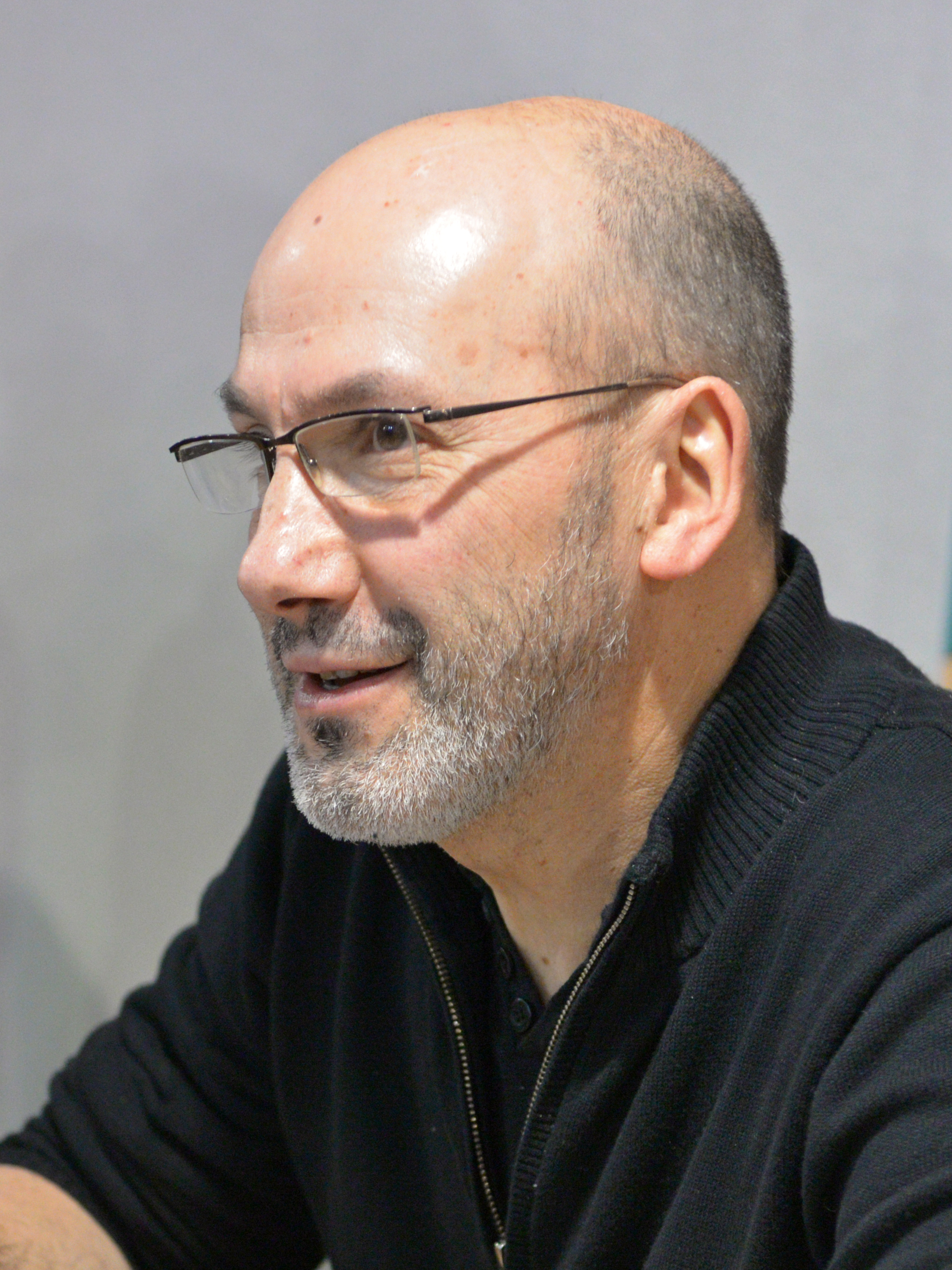
Ferri 2015

Jean-Yves Ferri (* 20. April 1959 in Algerien) ist französischer Comicautor. Ferri übernahm als Texter zusammen mit Zeichner Didier Conrad die Bände 35 bis 39 die Serie Asterix. Er war damit der Nachfolger von Albert Uderzo und René Goscinny. 

## Biographie
Ursprünglich in Algerien geboren, wuchs Ferri seit seinem vierten Lebensjahr im Département Ariège im Südwesten Frankreichs auf. Im Kindesalter lernte er mit dem Comicmagazin Pilote lesen, wodurch er zu seinem späteren Beruf kam. Bis 1990 veröffentlichte er Comics in Kinderzeitschriften, ehe er 1996 mit Les Fables Autonomes sein erstes komplettes Album herausgab. Dem ließ er ab 2000 vier Bände um die Figur des eigentümlichen Bauern Aimé Lacapelle folgen, die er nicht nur schrieb, sondern auch zeichnete.
Bereits 1995 traf er in Paris auf den Comicautor Manu Larcenet, mit dem er von 2002 bis 2008 fünf Alben der Serie Le Retour à la terre erschuf. Mit Correspondances und Le sens de la vis entstanden im Laufe der Jahre zwei weitere Werke aus ihrer Zusammenarbeit, wobei Ferri textete, während Larcenet zeichnete.
Ferri allein veröffentlichte nebenbei weiterhin, wobei Revoir Corfou, le recueil des dessins hors-séries 2004 mit dem Grand Prix de L'Humour Noir ausgezeichnet wurde. Sein letztes Soloprojekt war das 2007 erschienene De Gaulle à la plage. 2008 wurde er für sein bisheriges Gesamtwerk mit dem Prix Jacques Lob ausgezeichnet.
2011 wurde bekannt, dass Ferri (Text) gemeinsam mit Didier Conrad (Zeichnung) die Nachfolge von Albert Uderzo antrat und somit mit Asterix bei den Pikten den ersten Asterix-Band schrieb, an dem Uderzo nicht direkt beteiligt war. Das Album ist am 24. Oktober 2013 erschienen. Insgesamt erschienen fünf Asterix-Bände von Ferri und Conrad. Ende 2022 wurde bekannt, dass sich Ferri laut Verlag einem anderen Projekt widmen wolle. Für den 2023 erscheinenden 40. Asterix-Band Die weiße Iris wurde stattdessen Fabcaro (mit bürgerlichem Namen Fabrice Caro) als Autor verpflichtet. 
Ferri lebt in der Region Okzitanien im Südwesten Frankreichs.

## Werke
- Fables autonomes
  - Band 1 (1996)
  - Band 2 (1998)

- Aimé Lacapelle
  - Je veille aux grains (2000)
  - Tonnerre sur le sud-ouest (2001)
  - Poules rebelles (2003)
  - Bêtes à bon diou (2007)

- Le Retour à la terre (mit Manu Larcenet)
  - La vraie vie (2002)
  - Les projets (2003)
  - Le vaste monde (2005)
  - Le déluge (2006)
  - Les révolutions (2008)

- Revoir Corfou, le recueil des dessins hors-séries (2004)

- Correspondances (2006)

- Le sens de la vis (mit Manu Larcenet)
  - Le sens de la vis (2007)
  - Tracer le cercle (2010)

- De Gaulle à la plage (2009)
- Astérix (seit 2013, mit Didier Conrad)
  - Astérix chez les Pictes (2013)
  - Le Papyrus de César (2015)
  - Astérix et la Transitalique (2017)
  - La Fille de Vercingétorix (2019)
  - Astérix et le Griffon (2021)

## Deutsche Veröffentlichungen
- 2007 – Die Rückkehr aufs Land 1. Reprodukt, Berlin, ISBN 978-3-938511-82-4. (mit Manu Larcenet)
- 2013 – Die Rückkehr aufs Land 2. Reprodukt, Berlin, ISBN 978-3-941099-51-7. (mit Manu Larcenet)
- 2013 – Asterix bei den Pikten. Egmont Ehapa Media, Berlin, ISBN 978-3-770-43635-4.
- 2015 – Der Papyrus des Cäsar. Egmont Ehapa Media, Berlin, ISBN 978-3-770-43890-7.
- 2017 – Asterix in Italien. Egmont Ehapa Media, Berlin, ISBN 978-3-770-44037-5.
- 2019 – Die Tochter des Vercingetorix. Egmont Ehapa Media, Berlin, ISBN 978-3-770-43638-5.
- 2020 – Die Rückkehr aufs Land 3. Reprodukt, Berlin, ISBN 978-3-956402-19-7. (mit Manu Larcenet)
- 2021 – Asterix und der Greif. Egmont Ehapa Media, Berlin, ISBN 978-3-770-42439-9.

## Auszeichnungen
- Grand Prix de L'Humour Noir (2005)
- Prix Jacques Lob (2008)